# Голита (Калифорнија)
Голита (енгл. Goleta) град је у америчкој савезној држави Калифорнија. По попису становништва из 2010. у њему је живело 29.888 становника.

## Демографија
Према попису становништва из 2010. у граду је живело 29.888 становника, што је 25.316 (45,9%) становника мање него 2000. године.
| Група             | 2000.          | 2010.          |
| Белци             | 37.230 (67,4%) | 16.020 (53,6%) |
| Афроамериканци    | 703 (1,3%)     | 469 (1,6%)     |
| Азијати           | 3.548 (6,4%)   | 2.728 (9,1%)   |
| Хиспаноамериканци | 12.326 (22,3%) | 9.824 (32,9%)  |
| Укупно            | 55.204         | 29.888         |